# Полдомасово (Саратовская область)
Полдомасово — село в  Воскресенском районе Саратовской области. Входит в состав сельского поселения Синодское муниципальное образование (Саратовская область).

## География
Находится на расстоянии примерно 21 километр по прямой на северо-запад от районного центра села  Воскресенское.

## Население
Население составляло 86 человек в 2002 году (100% русские),  79 в 2010.